# Zdeněk Kovář (profesor)
Zdeněk Kovář (1930 – 14. prosince 2014 Liberec) byl český vědec a vysokoškolský pedagog, v letech 1990 až 1997 rektor Technické univerzity v Liberci, od ledna 1993 do února 1994 předseda Klubu rektorů vysokých škol.

## Život
Narodil se v roce 1930. V mládí studoval na Vysoké škole strojní v Liberci, později se zde stal rovněž pedagogem. Na Fakultě strojní pomáhal mj. založit Katedru spalovacích motorů. Po invazi vojsk Varšavské smlouvy v roce 1968 mu bylo znemožněno pracovat na univerzitě a do roku 1978 tak pracoval jako řidič nákladního automobilu. Posléze působil jako konstruktér ve firmě Liaz. Po sametové revoluci se stal děkanem Fakulty strojní a již v roce 1990 se stal prvním svobodně voleným rektorem Technické univerzity v Liberci (tehdy zvané Vysoká škola strojní a textilní). Ve funkci rektora setrval do roku 1997, kdy jej nahradil David Lukáš. V letech 1993 až 1994 působil také jako první předseda Klubu rektorů vysokých škol (dnes Česká konference rektorů).
V senátních volbách v roce 1996 kandidoval jako nestraník za KDU-ČSL v senátní obvodu č. 34 – Liberec. Se ziskem 18,26 % hlasů skončil na třetím místě a do druhého kola voleb tak těsně nepostoupil. V letech 1998 až 2002 působil jako liberecký zastupitel. V roce 2013 mu udělil hejtman Libereckého kraje Martin Půta cenu hejtmana za zásluhy o kraj. V komunálních volbách v roce 2014 kandidoval za SLK, když byl ve věku 84 let nejstarším kandidátem na místního zastupitele v Liberci. Získal 3 831 hlasů voličů, ale nebyl zvolen.
Zemřel v prosinci 2014. V roce 2015 se stal in memoriam čestným občanem Liberce. Cenu v prosinci téhož roku převzala od primátora Tibora Batthyányho Kovářova žena Anastázie. Kovář byl také jedním z prvních československých účastníků Rallye Dakar.